# الرياضة في سويسرا

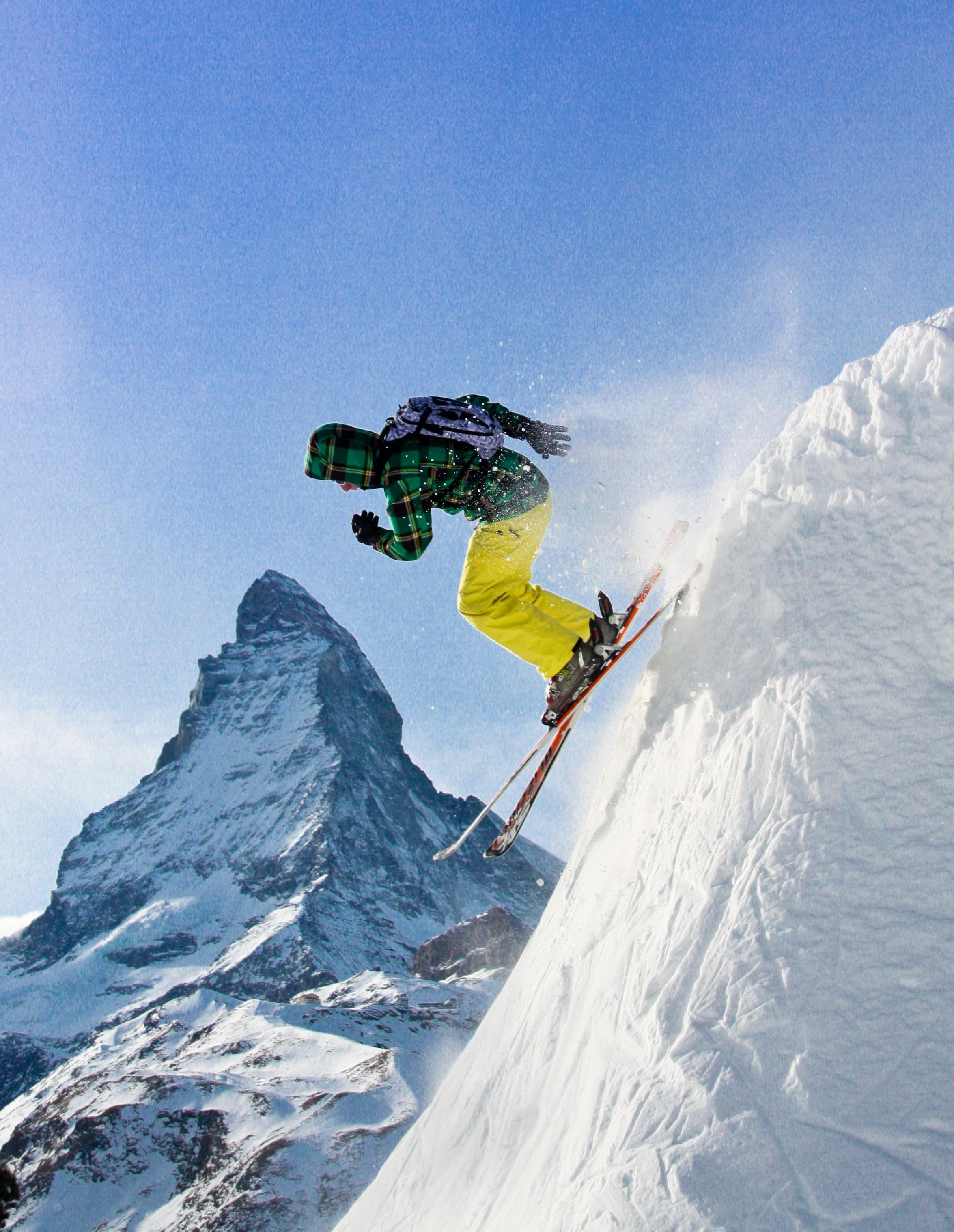
التزحلق على الثلج في زيرمات في سويسرا

الرياضة شيء مهم عند السويسريين ومعظمهم يمارسون رياضات معينة، حيث يشترك واحد من كل 4 في أندية رياضية. وبسبب طبيعة وجغرافية سويسرا الجبلية تعد رياضات تسلق الجبال وتزحلق على الثلج من الرياضات الشعبية في سويسرا. أما أكثر رياضيتين شعبية في سويسرا فهي كرة القدم وهوكي الجليد. من الرياضات الشعبية الأخرى في سويسرا كرة السلة وكرة اليد وكرة المضرب وتنس الطاولة والرغبي ورياضات المحركات وسباق الدراجات الهوائية وغيرها من الرياضات.
استضافت سويسرا العديد من الأحداث الرياضية المميزة مثل الألعاب الأولمبية الشتوية 1928 والألعاب الأولمبية الشتوية 1948 في سان موريتز وبطولة كأس العالم لكرة القدم 1954 في سويسرا وبطولة أمم أوروبا لكرة القدم 2008 مناصفة مع النمسا.

## الرياضات الشتوية
التزحلق على الثلج وتسلق جبال هي رياضة ممارسة كثيرة من قبل السويسريين ومن قبل الأجانب ألذين يزورون سويسرا، وتعد سويسرا أكثر بلد في العالم من حيث المتسلقين.
الكيرلنج أيضاً هي رياضة شعبية في سويسرا. وقد تمكن السويسريون من الفوز بثلاثة بطولات عالم للرجال وبطولتين للنساء في هذه الرياضة، ويعد دومينيك أندريس واحدا من أفضل اللاعبين في هذه الرياضة.
في التزلج على الجليد أيضاً لسويسرا عدة إنجازات في هذه الرياضة ويعتبر ستيفاني لامبييه واحد من أمهر اللاعبين السويسريين في هذه الرياضة.

## كرة القدم
مثل كثير من الدول الأوروبية، تعد كرة القدم هي الرياضة الشعبية الأولى في البلاد، تأهل منتخب سويسرا لكرة القدم 7 مرات إلى نهائيات كأس العالم لكرة القدم، ويعد دوري السوبر السويسري أكثر الدوريات متابعة في سويسرا ومن أبرز الأندية التي تلعب فيه هي نادي بازل وغراسهوبر زيوريخ وإف سي زيورخ ويونغ بويز ونادي سيرفيت.

## هوكي الجليد
يعد هوكي الجليد من الرياضات الشعبية في سويسرا لطبيعة سويسرا الباردة، ويعد الدوري السويسري لهوكي الجليد الدرجة الأولى من أكثر الدوريات متابعة عند السويسريين، حيث يتنافس فيه 12 ناديا، ويعد منتخب سويسرا لهوكي الجليد من أقوى منتخبات الهوكي في العالم وفي أوروبا، مع أنه لم يفز ببطولة العالم إلا أنه حل وصيفا مرتين.

## الرياضات المحلية
في سويسرا أيضاً هنالك رياضات محلية منها رياضة شفينغن أو المصارعة السويسرية، والتي لديها شعبية في دول وسط أوروبا، وهورنوسن وهي رياضة شعبية أخرى في سويسرا تمارس عبر رمي الكرة والتقاطها عن طريق الشباك. كما أن هنالك لعبة تشبه البيسبول والغولف. أما ستاين ستوسن فهي رياضة أخرى تشبه رمي الجلة ولكنها تكون على الحقول وتكون الجلة أثقل.

## اقرأ أيضاً
- روجر فيدرير
- ستانيسلاس فافرينكا
- ألكسندر فراي
- مارتينا هينجيز
- فابيان كانسيليرا
- سيزارو
- كلاي ريجاتسوني
- ثابو سفولوشا